# Indigofera sensitiva
Indigofera sensitiva är en ärtväxtart som beskrevs av Adrien René Franchet. Indigofera sensitiva ingår i släktet indigosläktet, och familjen ärtväxter. Inga underarter finns listade i Catalogue of Life.